# Shake It Off (Mariah Carey)
Shake It Off è un brano musicale R&B prodotto da Mariah Carey, Jermaine Dupri e Bryan-Michael Cox e scritto da questi con Johntá Austin per il decimo album della cantautrice , The Emancipation of Mimi, che è stato pubblicato con grande successo nel 2005. Il brano è stato pubblicato nel luglio 2005 come terzo singolo estratto dall'album per il mercato nordamericano e oceaniano, mentre in Europa è uscito come "double A-side" di Get Your Number. Negli USA il singolo ha raggiunto la posizione numero 2 della Billboard Hot 100 proprio mentre il precedente singolo We Belong Together era al numero 1. Stessa posizione raggiunta nella classifica R&B di Billboard.

## Video musicale
Il videoclip del singolo è stato diretto da Jake Nava ed è ambientato in molte location che mostrano altrettante situazioni, spesso seguendo il testo della canzone. Il video inizia con l'obiettivo che si avvicina a un televisore su cui viene trasmessa la scritta MIMI, seguita dalle immagini del produttore Jermaine Dupri che balla sul ritmo del pezzo (sia la sigla MIMI che Dupri appaiono varie volte nel corso del video). Il televisore si trova in una stanza vuota dove è presente solo una vasca da bagno strabordante d'acqua, dove Carey è immersa e coperta di petali. La camera poi scende come se attraversasse il pavimento per giungere al piano inferiore, mostrando un piccolo gatto rosso che cammina nello spazio tra un piano e l'altro.
La scena al piano inferiore è completamente diversa, mostrando una stanza da salotto molto chic con lampadario di oro e cristallo e carta da parati elegante; qui la cantautrice , affiancata da un'amazzone, siede su un tavolo perfettamente lucido mentre canta il testo del brano al fidanzato tramite un telefono nero, per poi gettarlo via dalla rabbia. La scena subito seguente mostra il suo ragazzo impegnato con delle ballerine di lap dance in una stanza rosa, mentre fuma un sigaro. La cantautrice decide allora di fare le valigie e di andarsene, e apre la porta direttamente su una strada. Qui Carey inizia a camminare finché non si appoggia vicino a due cabine telefoniche dove due bambine ancheggiano al ritmo della canzone. Questa scena è avvolta in una luce dorata, e tra i negozi in strada ce n'è uno che si chiama Shake It Off. Mentre cammina la cantautrice attira l'attenzione di molti personaggi di diversa età ed estrazione sociale.
Nella sequenza successiva Carey sta guidando una Lamborghini rossa in una strada piena di palme proprio sotto le colline di Hollywood, e nel frattempo canta il pezzo al suo ormai ex fidanzato tramite il telefono cellulare; la camera poi si allarga mostrando un altro ragazzo al suo fianco, interpretato da Chris Tucker. Durante questa scena viene mostrato un altro episodio riguardo l'amante fedifrago, che in questo caso se la gode su una spiaggia insieme a due bellezze.
Dalle luci della Ferrari si passa ale luci che illuminano un campo da football dove la cantautrice , con un look molto sportivo che comprende canottiera e cappello con visiera, si trova tra le panche destinate al pubblico, circondata da giocatori e cheerleader che si allenano. Qui Carey estrae un pennarello dalla tasca dei pantaloni e scrive MIMI su una panca, e la camera si avvicina alla sigla per mostrare la scena seguente, ambientata semplicemente su un palco dietro il quale si trova la sigla MIMI illuminata di rosa. Qui la cantautrice , con top e minigonna neri e lunghi stivali dai bordi di pelliccia, esegue la canzone aiutata da un microfono. Il video si conclude con la cantautrice  mostrata di schiena su una spiaggia al tramonto, mentre si spoglia.
Tra i produttori del video, oltre alla stessa Carey, ci sono Ron Mohrhoff e Scott Kalvert. Il video ha ricevuto una nomination ai MTV Video Music Awards del 2006 come Best R&B Video, ma ha perso contro Check on It di Beyoncé.

## Successo commerciale
Shake It Off è entrato nella Hot 100 al numero 66, decretandosi come il debutto più alto della settimana, ma già nella sua settima settimana di presenza in classifica ha raggiunto la posizione numero 2, mentre il precedente singolo We Belong Together era ancora stabile al numero 1. In questo modo la cantautrice ha ottenuto un primato: quello della prima artista femminile ad occupare contemporaneamente le prime due posizioni della Hot 100 con due brani di cui fosse l'interprete principale. La prima artista femminile ad occupare le prime due posizioni della classifica simultaneamente è stata Ashanti nel 2002, ma con due singoli in cui era presente da "ospite": Always on Time di Ja Rule e What's Luv di Fat Joe. Shake It Off è rimasto nella Hot 100 per 26 settimane di seguito e ha raggiunto la seconda posizione anche nella Hot R&B/Hip-Hop Songs, dedicata ai singoli R&B e Hip hop più trasmessi e acquistati. Nella Rhythmic Top 40 invece ha raggiunto la prima posizione. Nella classifica di fine anno di Billboard il singolo è stato classificato alla quindicesima posizione tra i 100 brani di maggior successo del 2005.
In Nuova Zelanda il singolo è entrato in classifica alla posizione numero 8 il 10 ottobre, più tardi rispetto al successo statunitense, ed ha raggiunto la quinta posizione già la settimana successiva, diventando il terzo singolo della cantautrice a raggiungere la posizione numero 5 nelle classifiche neozelandesi. In Australia è entrato in classifica il 16 ottobre direttamente al numero 6, che rimane la sua posizione più alta. In Europa il singolo non è stato pubblicato, ma è uscito come double A-side di Get Your Number in alcuni paesi, come in Irlanda e Regno Unito.
Il brano ha ricevuto recensioni di vario genere da parte di riviste e siti internet specializzati. Se Stylus Magazine ha definito il pezzo "afoso", Yahoo! Music e Sal Cinquemani di Slant hanno criticato il fatto che la canzone fosse troppo simile alle produzioni di Dupri per Usher. Cinquemani l'ha inoltre annoverata tra le canzoni dell'album che non funzionano. La rivista Blender ha inserito il pezzo tra le migliori 100 canzoni del 2005 alla posizione 38.

## Tracce
Australia CD single
1. Shake It Off (album version)
2. Shake It Off (instrumental)
3. Secret Love
4. Shake It Off (video)

## Classifiche
| Classifica (2005)                      | Posizione |
| -------------------------------------- | --------- |
| Australia                              | 6         |
| Europa                                 | 311       |
| Irlanda                                | 151       |
| Nuova Zelanda                          | 5         |
| Regno Unito                            | 91        |
| U.S.A. Billboard Hot 100               | 2         |
| U.S.A. Billboard Hot Dance Club Play   | 23        |
| U.S.A. Billboard Hot R&B/Hip-Hop Songs | 2         |
| U.S.A. Billboard Rhythmic Top 40       | 1         |

1 "Get Your Number"/"Shake It Off"